# 科学博物馆 (伦敦)
科学博物馆（英語：Science Museum），位于英國伦敦，是科学博物馆集团的一部分。

## 历史
创建于1857年，保存并陈列有关在自然科学技术发展史上具有意义和对现代科技研究和探索也具有意义的实物。历史收藏展馆展出了数学、天文学、物理学和化学等学科以及应用方面的陈列品。各陈列馆还以计算机技术、空间研究和新进的科学发展等方面的展品为重点。实业收藏馆包括农业、运输业、电器工程、船舶工程和机械工程、喷气发动机、地球物理学、电信学和家用器具等方面的展品。从1980年开始还收藏了惠尔康医学史博物馆的所有藏品。